# Temple de Thot (El Kab)
 (juillet 2025).
 (juillet 2025).
La mise en forme du texte ne suit pas les recommandations de Wikipédia : il faut le « wikifier ».
Les points d'amélioration suivants sont les cas les plus fréquents :
- Les titres sont pré-formatés par le logiciel. Ils ne sont ni en capitales, ni en gras.
- Le texte ne doit pas être écrit en capitales (les noms de famille non plus), ni en gras, ni en italique, ni en « petit »…
- Le gras n'est utilisé que pour surligner le titre de l'article dans l'introduction, une seule fois.
- L'italique est rarement utilisé : mots en langue étrangère, titres d'œuvres, noms de bateaux, etc.
- Les citations ne sont pas en italique mais en corps de texte normal. Elles sont entourées par des guillemets français : « et ».
- Les listes à puces sont à éviter, des paragraphes rédigés étant largement préférés. Les tableaux sont à réserver à la présentation de données structurées (résultats, etc.).
- Les appels de note de bas de page (petits chiffres en exposant, introduits par l'outil «  Source ») sont à placer entre la fin de phrase et le point final[comme ça].
- Les liens internes (vers d'autres articles de Wikipédia) sont à choisir avec parcimonie. Créez des liens vers des articles approfondissant le sujet. Les termes génériques sans rapport avec le sujet sont à éviter, ainsi que les répétitions de liens vers un même terme.
- Les liens externes sont à placer uniquement dans une section « Liens externes », à la fin de l'article. Ces liens sont à choisir avec parcimonie suivant les règles définies. Si un lien sert de source à l'article, son insertion dans le texte est à faire par les notes de bas de page.
- La présentation des références doit suivre les conventions bibliographiques. Il est recommandé d'utiliser les modèles {{Ouvrage}}, {{Chapitre}}, {{Article}}, {{Lien web}} et/ou {{Bibliographie}}. Le mode d'édition visuel peut mettre en forme automatiquement les références.
- Insérer une infobox (cadre d'informations à droite) n'est pas obligatoire pour parachever la mise en page.

Pour une aide détaillée, merci de consulter Aide:Wikification.
Si vous pensez que ces points ont été résolus, vous pouvez retirer ce bandeau et améliorer la mise en forme d'un autre article.
Le Temple de Thot l’Atlante est un édifice mythique mentionné dans les Tablettes d’Émeraude de Thot l’Atlante, un texte ésotérique attribué à un être nommé Thot, présenté comme un sage survivant de l’Atlantide. Ce temple est décrit comme un centre de savoir sacré, abritant les enseignements gravés dans quinze « tablettes d’émeraude ». Bien qu’aucune preuve archéologique n’atteste son existence, il occupe une place importante dans la littérature occultiste et certains mouvements du XXe siècle. Il est une source de savoir pour ceux qui recherchent les secrets de la vie qui se cachent dans les pyramides, une sagesse ancienne absolue.

## Contexte des Tablettes
Les Tablettes d’Émeraude de Thot l’Atlante (en anglais The Emerald Tablets of Thoth the Atlantean) sont une série de textes ésotériques publiés pour la première fois au début du XXe siècle par un occultiste américain connu sous le pseudonyme de Doreal (Maurice Doreal). L’œuvre se présente comme une traduction d’anciens écrits atlantes gravés sur des plaques vertes et métalliques. Elle s’inspire fortement de traditions hermétiques, théosophiques et égyptiennes. 

## Origine mythique du temple
Selon les textes, Thot aurait été un grand prêtre atlante, maître de sagesse et gardien de la connaissance universelle. Avant la chute de l’Atlantide, il aurait construit un temple sacré, destiné à préserver le savoir initiatique. Après la submersion du continent, Thot aurait migré en Égypte où il aurait dissimulé ses tablettes dans une « Chambre de l’Amenti », une crypte secrète sous la Grande Pyramide. Ce lieu, parfois confondu avec le temple, est présenté comme un sanctuaire immortel, habité par des êtres cosmiques.

## Description selon les Tablettes
Les tablettes ne donnent pas de plan architectural précis du temple, mais évoquent plusieurs lieux sacrés associés à Thot :
- La Chambre de l’Amenti : décrite comme un lieu souterrain où résident les « Seigneurs du Cycle » ; Thot y entre en méditation profonde pour prolonger sa vie.
- Le Temple de l’Unal : mentionné comme une ancienne structure atlante où Thot exerçait avant la chute.
- La Salle des Archives : parfois interprétée symboliquement comme un lieu d’enregistrement cosmique.

Ces descriptions sont riches en imagerie ésotérique, mais dépourvues de repères historiques ou géographiques concrets.

## Fonctions initiatiques
Le temple, ou les lieux sacrés associés, sont décrits comme des centres d’enseignement spirituel. Thot y transmet des « clés » permettant d’accéder à la sagesse divine, à la maîtrise des forces de la nature et à la compréhension de l’univers. L’œuvre insiste sur des notions telles que :
- L’immortalité de l’âme
- Le voyage dans les plans supérieurs de conscience
- L’unité entre le macrocosme et le microcosme
- La loi de cause à effet et la vibration universelle

## Répartition des connaissances
Les quinze tablettes sont structurées sous forme de chapitres, chacune portant un titre révélateur. Voici la liste officielle :
1. L’Histoire de Thoth, l’Atlante
2. La Chambre de l’Amenti
3. La Clé de la Sagesse
4. Le Natif de l’Espace
5. L’Habitant de Unal
6. La Clé de la Magie
7. Les Sept Seigneurs
8. La Clé des Mystères
9. La Clé de la Libération de l’Espace
10. La Clé du Temps
11. La Clé de ce qui est en Haut et de ce qui est en Bas
12. La Loi des Causes et des Effets et la Clé de la Prophétie
13. Les Clés de la Vie et de la Mort
14. Au Cœur d’une Grande Sagesse
15. Le Secret des Secrets

Chaque tablette propose un enseignement symbolique sur des sujets comme la réincarnation, la sagesse cosmique, la structure de l’univers, la magie, les voyages interdimensionnels, ou encore les lois naturelles. L’œuvre est écrite dans un langage mystique et allégorique.

## Postérité et influence
Bien que non reconnu par les historiens ou les archéologues, le mythe du Temple de Thot et les Tablettes d’Émeraude ont eu une influence durable dans les milieux ésotériques contemporains. On retrouve des références à ces écrits dans :
- Les enseignements hermétiques et rosicruciens modernes
- [vidéo] « Guide Psychédélique de Mort Renaissance - 4.20 Hz à 8.8 Hz - Ondes Binaurales Theta », Nøche Subliminals (consulté le 28 juillet 2025)
- Certaines interprétations alternatives de l’histoire de l’Égypte ancienne
- La littérature archéologique et occultiste

Des figures comme Helena Blavatsky, Rudolf Steiner ou plus tard Drunvalo Melchizedek et Ali El Guennouni ont contribué à la diffusion de ces récits.